# Almonaster la Real
Almonaster la Real est une ville espagnole de la province andalouse de Huelva.

## Géographie
Almonaster la Real se situe au cœur du parc naturel de la Sierra de Aracena, dans la comarque de la Sierra de Huelva. Almonaster est placée dans un paysage de montagnes boisées, réputées pour l'élevage de porc ibérique. Le village de Jabugo, célèbre pour ses jambons ibériques est à quelques kilomètres.

## Histoire
Le seigneur d'Almonaster, Gonzalo Pérez Martel (1350-1392), est réputé avoir pratiqué la "pêche aux esclaves" entre côtes africaines atlantiques et îles Canaries, d'après la "Crónica del rey don Enrique III".

## Culture
La ville constitue un exemple d'architecture andalouse : murs chaulés, fer forgé aux fenêtres, bleu des azulejos et dallage dans les ruelles. Elle accueille également la mosquée d'Almonaster la Real.